# Brănești (Dâmbovița)
Brănești è un comune della Romania di 4 051 abitanti, ubicato nel distretto di Dâmbovița, nella regione storica della Muntenia.
Il comune è formato dall'unione di 2 villaggi: Brănești e Priboiu.